# Arthur Geiss
Arthur Geiss (* 12. April 1903 in Hockenheim; † 5. Februar 1982) war ein deutscher Motorradrennfahrer.
Er gilt als einer der besten deutschen Motorradrennfahrer vor dem Zweiten Weltkrieg. Er gewann in seiner Karriere u. a. die Motorrad-Europameisterschaft sowie sechs Deutsche Meistertitel.
Der „Pforzheimer Jockey“, wie er wegen seines geringen Körpergewichts und seiner markanten Körperhaltung auf dem Motorrad genannt wurde, löste mit seinen großen Erfolgen in seiner Heimatstadt eine regelrechte Motorsport-Euphorie aus, die zum Bau des Hockenheimrings führte.

## Karriere
Arthur Geiss wurde Mechaniker, da sein Vater in Hockenheim eine Reparaturwerkstatt und Fahrschule betrieb. Auch sein Bruder Wilhelm war in diesem Berufsfeld tätig, hatte sich aber in seiner Pforzheimer Werkstatt auf Motorräder spezialisiert.
Geiss sammelte seine ersten Rennerfahrungen bei kleineren Veranstaltungen rund um Pforzheim, er fuhr dabei Maschinen verschiedener Fabrikate, darunter NSU, A.J.S. und Garelli. Sein erster Sieg gelang ihm 1923 beim Karlsruher Wildparkrennen auf einer 175-cm³-DKW.
1925 wechselte er endgültig zu den Zschopauer DKW-Werken, die ihn 1927 in den Kreis der Werksfahrer aufnahmen. 1935 zog  Arthur Geiss in das nahe „Rennfahrerdörfchen“ Adelsberg bei Chemnitz um, wo auch seine Kollegen und Freunde Walfried Winkler und Ewald Kluge wohnten.
In den folgenden Jahren startete Arthur Geiss regelmäßig bei den in ganz Europa ausgetragenen Motorrad-Grand-Prix-Rennen sowie bei vielen Veranstaltungen in Deutschland und erzielte dabei eine unvergleichliche Siegesserie. Geiss gewann 1928 die Deutsche Meisterschaft in der 175-cm³-Klasse. 1930, 1931, 1933 und 1935 folgten vier Titel in der 250-cm³-Klasse.
1935 war er außerdem beim Großen Preis der F.I.C.M., der in diesem Jahr im Rahmen des Ulster Grand Prix auf dem Clady Circuit in Nordirland ausgetragen wurde, siegreich und sicherte sich so den 250er-EM-Titel. Bereits kurz nach dem Start hatte er sich in Führung gesetzt, sie in der dritten Runde verloren und wenige Umläufe später mit zwei Rekordrunden zurückerkämpft. Nach einem Tankstopp und einem Zündkerzenwechsel lag Geiss zwischenzeitlich wieder auf Rang zwei. Nachdem der führende Engländer Bob Foster auf New Imperial ebenfalls hatte nachtanken müssen, setzte sich Geiss erneut an die Spitze und überquerte die Ziellinie schließlich mit 25 Sekunden Vorsprung auf Foster. Arthur Geiss wurde damit der erste Nicht-Brite, der mit einer nicht-britischen Maschine den seit 1922 ausgetragenen Ulster Grand Prix gewann.
Des Weiteren stellte Arthur Geiss 1933 in Ungarn mit 161,46 km/h einen Geschwindigkeitsweltrekord in der 250-cm³-Klasse auf. 1935 gewann er, zusammen mit seinen langjährigen DKW-Stallgefährten Ewald Kluge und Walfried Winkler, in Oberstdorf im Allgäu die Silbervase bei der 17. Internationalen Sechstagefahrt.
Geiss’ Karriere, in der er über 150 Rennen bestritt und elf Grands Prix gewinnen konnte, fand im Herbst 1936 ein jähes Ende. Nach einem Unfall bei einer Fahrt zu einer Siegerehrung, der einen 15-monatigen Krankenhausaufenthalt nach sich zog, war sein linker Arm nicht mehr voll einsetzbar. Arthur Geiss arbeitete in den folgenden Jahren als Betreuer der Nachwuchsfahrer.
Nach Kriegsende verließ Geiss Adelsberg und zog zuerst nach Brake und später nach Zaisersweiher, wo er eine Reparaturwerkstatt für DKW-Motorräder eröffnete.